# Grâce-Uzel
Grâce-Uzel är en kommun i departementet Côtes-d'Armor i regionen Bretagne i nordvästra Frankrike. Kommunen ligger i kantonen Uzel som tillhör arrondissementet Saint-Brieuc. År 2022 hade Grâce-Uzel 429 invånare.

## Befolkningsutveckling
Antalet invånare i kommunen Grâce-Uzel
Referens:INSEE